# Reef
Reef er en engelsk rockgruppe fra Glastonbury. Bandet består af Gary Stringer (vokal), Jesse Wood (guitar, hvor han erstattede den oprindelige guitarist Kenwyn House i 2014) og Jack Bessant (bas).

## Diskografi
- Replenish (1995)
- Glow (1997)
- Rides (1999)
- Getaway (2000)
- Revelation (2018)